# Computer de bord

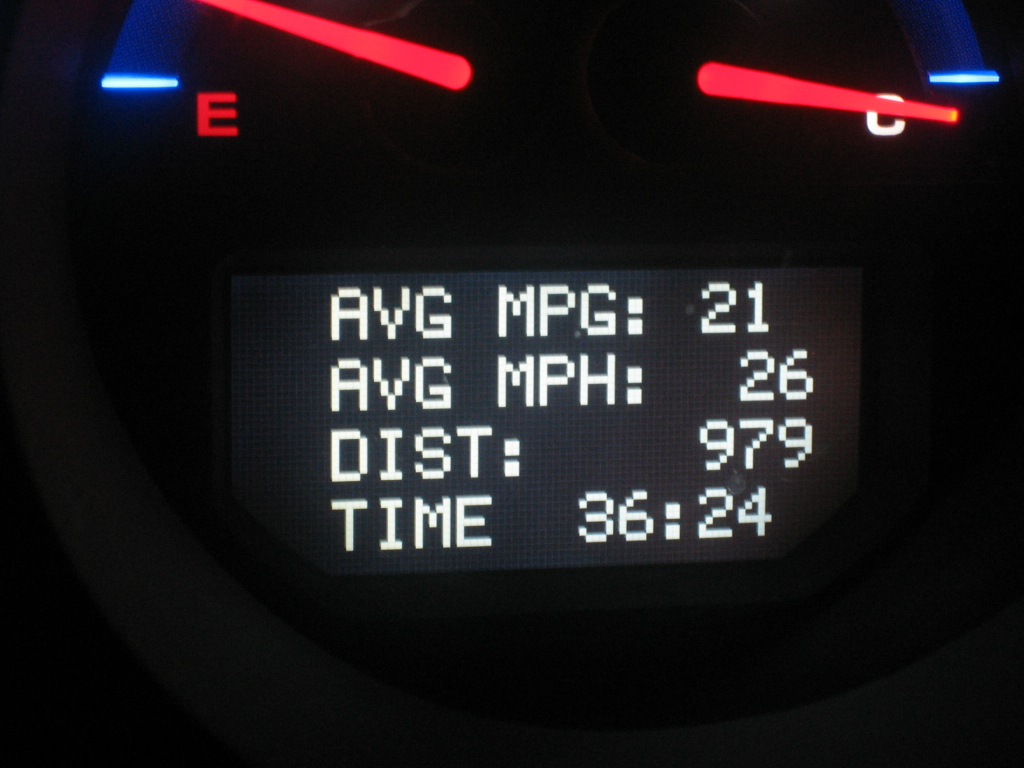
Afișajul computerului de bord

Computerul de bord al unui autovehicul este un microsistem de calcul (calculator) care are atașate câteva periferice. Sarcinile sale sunt afișarea unor date ale călătoriei, supravegherea subsistemelor autovehiculului, emiterea unei alarme în caz de necesitate și eventual chiar și influențarea activă a direcției și vitezei deplasării, de ex. pentru a corecta eventuale greșeli ale șoferului.

## Funcționarea și utilizarea calculatorului de bord auto
Perifericele pot fi: senzori pentru citirea anumitor parametri, un afișaj (display) pentru afișarea parametrilor prelucrați, o tastatură pentru introducerea de date sau comutarea între funcțiile afișate.
Calculatoarele de bord au evoluat in decurs de câțiva ani de la sisteme simple, care estimau numai distanța care mai poate fi parcursă, până la sisteme mult mai complicate care oferă mai multe informații cum ar fi: viteză medie, viteză instantanee, cantitate de combustibil rămasă , cantitate de combustibil consumată, consumul mediu și instantaneu, ora și data, timpul de la începutul deplasării, timpul până la destinație, temperatură interioară și exterioară,  diferite capacități de diagnosticare. 
Conducătorul auto poate introduce informații în calculator la începutul unei călătorii – cum ar fi de exemplu distanța până la destinație. Pe timpul călătoriei, conducătorul auto poate solicita informații specifice. 
Este de preferat să se afișeze o singură mărime la un moment dat, pentru a putea fi citită, urmărită ușor si a nu distrage atenția conducătorului prea mult timp.  
De obicei se folosesc afișaje cu una sau două linii pe care prin selecție se pot urmări toate mărimile. 

### Utilizarea calculatorului de bord
Din privința unui utilizator de automobil un computer de bord este ceva simplu  care  afișează mărimea de interes (ceasul, temperatură, viteză etc.). Dacă nu este mărimea dorită se selectează  prin apăsarea unui buton eventual de mai mute ori. Prin  apăsarea consecutiva se face de fapt o baleere a mărimilor care pot fi afișate. 		Din privința unui proiectant de calculator de bord auto, problemele se complică cu cât numărul mărimilor de afișat crește și simplitatea utilizării trebuie să rămână aceeași.  Consola calculatorului de bord este formată in din trei taste cu funcții multiple.
Funcțiile tastelor pentru partea de control de timp sunt: 
-	prima tastă notată „but1” pentru schimbare ceas/cronometru sau incrementare a datei unde este poziționat cursorul.
-	a doua tastă notată „but2” pentru intrarea/ieșire in modul setare ceas sau start/stop în mod cronometru.  
-	a treia tastă notată „but3” pentru deplasare cursor în mod ceas sau reset în mod cronometru.

### Funcționare calculatorului de bord
Partea calculatorului de bord care o voi prezenta în continuare este de control de timp al sistemului, partea de ceas, calendar  și cronometru. Probabil partea cea mai importantă din întreg calculatorul deoarece, se vede și din fig. 1.1 intră în calculul multor alte mărimi.
La stabilirea alimentării microsistemului acesta intră automat în programul de ceas și începe să funcționeze cu o dată stabilită de obicei cu data de fabricație, ulterior se poate seta de utilizator la data si ora curente.
Contorizarea timpului se realizează eficient cu un microcontroler care lucrează în întreruperi periodice generate de contorul T2, mai exact de unul din registrele de comparare ale acestuia. Contorul „timer 2” funcționează în modul 1 sursă de ceas /12
și prescalare cu 2 a acesteia.
Acest proiect este conceput astfel încât in timpul funcționarii sa consume cât  mai puține resurse ale microcontrolerului.  Cea mai mare  importanță  în funcționarea proiectului o reprezintă timerul T2, care functioneaza in mod 1 si număra încontinuu  de la valoarea 0 la 137968.4211 μs în zecimal, datorită  prescalării cu 2 a timerului T2.
În momentul în care registrul de comparare  CM0 detectează ca numărătorul timerului a ajuns la valoarea B98CH  acesta va genera o cerere de întrerupere care va reseta timerul T2 , acesta începând imediat  să numere de la 0 la B98CH.Toate aceste reseturi sunt numărate intr-un contor .
	Precizia ceasului este data de precizia cristalului de quarz, cel folosit in proiectul de față este de 11.4 megaherți. Precizia este dată de oscilator deoarece quarz-ul este foarte sensibil la variațiile de temperatură.
	La această frecvență și modul unu de lucru timpul de incrementare a contorului este 0.0010526315 secunde sau 1.0526315 μs iar timpul maxim de depășire este de 137968.4211 μs.  Contorul este setat să genereze întrerupere la atingerea valorii de 100 ms când va fi și resetat și va începe incrementarea de la zero. 
Calculul valorii de reset și întrerupere este prezentat in tabelul din fig. 1.2.  La un prim calcul și cu doar cinci zecimale obținem o valoare de reset cu o eroare de 0.15  μs la 100 ms.  Extinzând numărul de zecimale la nouă scade eroarea de calcul și se obține timpul de reset de exact 100 ms .
În tabel sunt figurate alăturat și pozițiile biților de la LSB (cel mai nesemnificativ bit) la MSB (cel mai semnificativ bit) de sus in jos atât pentru contor cat și pentru registrul de comparare.

### Semnificație
În urma calculului se obține valoarea de reset cu care se încarcă registrul de comparare CM0, astfel se obține 9BH pentru CMH0 registrul 0 de comparare  parte superioară și 8CH pentru CML0 registrul 0 de comparare  parte inferioară. 
Cu valoarea de 100 ms astfel obținută putem trece la obținerea unei secunde prin incrementarea unui registru odată la 100 ms. La zece incrementări ale acestui registru avem o secundă. Pentru a detecta trecere unei secunde odată cu incrementarea se face și o comparare cu zece iar dacă se constată egalitate se incrementează un registru contor pentru secunde.
La stabilirea alimentării microsistemului acesta intră automat în programul de ceas și începe să funcționeze cu o dată stabilită de obicei cu data de fabricație, ulterior se poate seta de utilizator la data si ora curente.